# Podmaniczky-kastély (Kartal)
A Podmaniczky-kastély Budapesttől 40 km-re, Kartal-Kiskartalon, Pest vármegye északkeleti részén, a Cserhát lábánál található. Báró Podmaniczky Géza és felesége, gróf Degenfeld Berta egykori állandó lakása. Lakásukban gazdag könyvtár volt és a kor követelményeinek megfelelő csillagvizsgálót is működtettek. Az épület magántulajdonban áll, nem látogatható.

## A kastély története
A kastély 1868-ban épült klasszicista stílusban. 1884-ben épült mellette egy csillagvizsgáló, mert Podmaniczky Géza és felesége is csillagászattal foglalkozott. 1919-ben először a vörös katonák, utána a román hadsereg kifosztotta a csillagvizsgálót. 1923-ban, mikor Podmaniczky Géza elhunyt, valószinűleg feleségére hagyta a kastélyt, aki még öt évet élt. Jelenleg magántulajdonban áll, nem lehet meglátogatni.